# Konstytucja Tadżykistanu
Konstytucja Republiki Tadżykistanu – konstytucja obowiązująca w Tadżykistanie; uchwalona 6 listopada 1996. Jako ustawa ma najwyższy autorytet prawny, a jej normy mają bezpośrednie zastosowanie. Przepisy i inne akty prawne sprzeczne z konstytucją nie mają mocy prawnej. Państwo i wszystkie jego organy, urzędnicy, obywatele i ich stowarzyszenia są zobowiązane do przestrzegania i wdrażania konstytucji i praw republiki. Konstytucja gwarantuje ideologiczny i polityczny pluralizm oraz zapewnia przestrzeganie praw człowieka i porządku społeczno-prawnego. Konstytucja z 1996 zmieniana była trzykrotnie: w drodze referendum w 1999 (wprowadzono dwuizbowy parlament), w 2003 oraz 2016.
Konstytucja zawiera preambułę i jest podzielona na dziesięć rozdziałów. Regulują one odpowiednio:
- I rozdział Fundamenty struktury konstytucyjnej
- II rozdział Podstawowe prawa jednostki i obywatela
- III rozdział Madżlisi Oli
- IV rozdział Prezydent
- V rozdział Rząd
- VI rozdział Samorząd
- VII rozdział Górskobadachszański Okręg Autonomiczny
- VIII rozdział Sąd
- IX rozdział Prokuratura
- X rozdział Procedura wprowadzania poprawek do Konstytucji

## Preambuła
Preambuła zawiera pragnienie mieszkańców Tadżykistanu zapewnienia suwerenności, rozwoju i doskonałości państwa. Uznano w niej także prawa i wolności jednostki za świętość, potwierdzono równość praw wszystkich narodowości i narodów Tadżykistanu oraz zapewniono o dążeniu do zbudowania sprawiedliwego społeczeństwa.

## Fundamenty struktury konstytucyjnej oraz podstawowe prawa jednostki i obywatela
Konstytucja stanowi, że Republika Tadżykistanu jest suwerennym, demokratycznym, prawnym, świeckim i jednolitym państwem. Tadżykistan jest państwem socjalnym; jego polityka ma na celu zapewnienie każdemu odpowiedniego życia. Językiem urzędowym Tadżykistanu jest język tadżycki, chociaż rosyjski jest regularnie używany w biznesie i komunikacji. Konstytucja wymienia rosyjski jako „język komunikacji międzyetnicznej”, jednakże poprawka z 2009 roku usuwała ten przywilej, wskutek czego wszystkie oficjalne pisma oraz zajęcia edukacyjne musiały odbywać się wyłącznie w języku tadżyckim. Później przywrócono status rosyjskiego, jako języka dozwolonego podczas wykonywania czynności prawnych. Język rosyjski jest regularnie wykorzystywany między różnymi grupami etnicznymi w kraju, a tym samym spełnia swoją określoną rolę konstytucyjną. Zapewniono także przestrzeganie i ochronę ludzkich i obywatelskich praw i wolności; a życie, honor, godność i inne prawa jednostki uznano za święte. 
W Tadżykistanie ludzie, jako suweren są jedynym źródłem władzy państwa i sprawują ją bezpośrednio lub poprzez swoich przedstawicieli. Obywatele Tadżykistanu, mimo różnych narodowości, tworzą lud Tadżykistanu. Żadne stowarzyszenie społeczne, grupa ludzi lub jednostka nie ma prawa do przejęcia władzy państwowej. Przejęcie władzy jest najcięższą zbrodnią. Tylko prezydent i najwyższe Zgromadzenie Majlis-e Oli mają prawo przemawiać w imieniu całego narodu Tadżykistanu.
Konstytucja gwarantuje niepodzielność i nienaruszalność państwa oraz określa podział administracyjny na obwody, miasta, rejony, osady i wioski. Życie publiczne powinno rozwijać się w oparciu o różnorodność polityczną i ideologiczną. Żadna ideologia, w tym ideologia religijna, nie ma statusu ideologii państwowej. Tadżykistan uznaje się za państwo zsekularyzowane z konstytucyjną gwarancją religijną, jednakże hanafici (zwolennicy jednej z czterech głównych sunnickich szkół prawa muzułmańskiego, wywodzącej się od teologa Abu Hanify) są oficjalnie uznani przez rząd od 2009 r., a islam jest praktykowany przez ok. 98% populacji. Władza państwowa jest sprawowana na podstawie podziału władzy na ustawodawczą, wykonawczą i sądowniczą.

## Madżlisi Oli
Władzę wykonawczą sprawuje dwuizbowy parlament Tadżykistanu – Madżlisi Oli, ustanowiony jako najwyższy organ ustawodawczy i przedstawicielski władzy państwowej w Tadżykistanie. Ponadto jest on organem władzy, któremu powierzono tę władzę w imieniu narodu, w granicach określonych przez ustawę zasadniczą. Organ ten składa się z dwóch izb: Madżlisi Namojandagon (Izba Przedstawicieli składająca się z 63 przedstawicieli) i Madżlisi Milli (Rada Narodowa – 33 deputowanych), których okres kadencji wynosi 5 lat. Przedstawiciele z drugiej izby mandat wykonują niezawodowo, w odróżnieniu od deputowanych. Względna równowaga między obydwoma izbami ujawnia się w tym, iż do wykonywania wybranych uprawnień wymagana jest współpraca izb, nawet niekiedy na wspólnych posiedzeniach, przy czym jednocześnie obie izby posiadają wyłączne uprawnienia.

## Prezydent
Prezydent Republiki Tadżykistanu jest głową państwa i sprawuje - wraz z rządem - władzę wykonawczą. Jest obrońcą konstytucji, ustaw oraz praw i wolności obywateli, a także gwarantem niezależności narodowej, jedności, integralności terytorialnej, stabilności i ciągłości państwa. Zapewnienia funkcjonowanie organów władzy państwowej i przestrzeganie przez Tadżykistan traktatów międzynarodowych. Na stanowisko prezydenta republiki może zostać nominowany każdy obywatel w wieku od 35 do 65 lat, który zna język państwowy i mieszka na terytorium Tadżykistanu przynajmniej przez ostatnie 10 lat. Do uprawnień prezydenta zalicza się m.in.: określanie głównych kierunków polityki wewnętrznej i zagranicznej republiki; reprezentowanie Tadżykistanu w kraju i stosunkach międzynarodowych; ustanawianie i likwidacja ministerstw i komitetów państwowych; mianowanie i odwoływać premiera i innych członków rządu.

## Rząd
Rząd składa się z premiera, pierwszego wicepremiera, ministrów i ministrów oraz przewodniczących komisji państwowych. Rząd zapewnia skuteczne kierownictwo w sferze gospodarczej i społecznej oraz wdrażanie praw i dekretów Najwyższego Zgromadzenia oraz zarządzeń i dekretów prezydenta. Członkowie rządu nie mogą wykonywać żadnych innych obowiązków, być zastępcami przedstawicieli władz lub angażować się w przedsiębiorczość. Rząd wydaje zarządzenia i dekrety zgodnie z konstytucją i prawem republiki, których realizacja jest obowiązkowa na terytorium Tadżykistanu. Rząd odchodzi z urzędu po wyborze nowego prezydenta. Rząd może zwrócić się do prezydenta o dymisję, jeśli uzna to za konieczne, gdyby nie mógł wykonywać swoich funkcji.

## Samorząd terytorialny
Samorząd terytorialny składa się przedstawicieli władz samorządowych i władzy wykonawczej. Zapewniają oni realizację konstytucji, ustaw i dekretów Najwyższego Zgromadzenia i prezydenta. Lokalnym organem przedstawicielskim w obwodach, miasteczkach i rejonach sztucznych jest zgromadzenie deputowanych ludowych na czele z przewodniczącym. Deputowani Ludowi ze Zgromadzenia Lokalnego są wybierani na pięcioletnią kadencję. Zgromadzenie Deputowanych Ludowych zatwierdza budżet lokalny i sprawozdania z jego realizacji, określa sposoby gospodarczego i społecznego rozwoju obszaru, ustala zgodnie z prawem lokalne podatki i ich płatności, określa sposoby rządzenia i posiadania nieruchomości komunalnych oraz wdraża inne uprawnienia przewidziane w konstytucji i ustawach.

## Górskobadachszański Okręg Autonomiczny
Górskobadachszański Okręg Autonomiczny jest integralną i niepodzielną częścią Republiki Tadżykistanu. Terytorium obwodu nie może być zmieniane bez zgody zgromadzenia deputowanych ludowych. Majlis deputowanych ludowych tegoż obwodu ma prawo inicjatywy legislacyjnej. Szczegółowe kompetencje Górskobadachszańskiego Okręgu Autonomicznego reguluje odrębna ustawa.

## Władza sądownicza
Władza sądownicza jest niezależna i chroni prawa i wolność osoby, interesy państwa, organizacje i instytucje, legalność i sprawiedliwość. Władza sądownicza jest wykonywana przez Trybunał Konstytucyjny, Sąd Najwyższy, Najwyższy Sąd Gospodarczy, Sąd Wojskowy, Sąd Górskobadachszańskiego Okręgu Autonomicznego, sądy obwodów, miasta Duszanbe, miast i rejonów. Kadencja sędziów trwa pięć lat. Tworzenie sądów w nagłych wypadkach jest niedozwolone. Sędziowie są niezależni i podporządkowują się jedynie konstytucji i prawu. Zakłócenia w ich działalności są niedozwolone.
Trybunał Konstytucyjny składa się z siedmiu sędziów, z których jeden jest sędzią-przedstawicielem z Górskobadachszańskiego Okręgu Autonomicznego. Sędziami Trybunału Konstytucyjnego mogą być obywatele Tadżykistanu, którzy ukończyli 30 lat i mają mniej niż 60 lat oraz mają 10-letnie doświadczenie w zawodzie prawniczym. 
Do kompetencji Trybunału Konstytucyjnego należy:
1. Określanie zgodności z konstytucją: ustaw i dokumentów wydawanych przez Najwyższe Zgromadzenie, prezydenta, rząd, Sąd Najwyższy, Najwyższy Sąd Gospodarczy i inne władze państwowe oraz społeczne, a także umów, które jeszcze nie weszły w życie w Tadżykistanie.
2. Rozstrzyganie sporów kompetencyjnych między organami władzy państwowej
3. Realizacja innych obowiązków określonych prawem.

Decyzje Trybunału Konstytucyjnego mają charakter ostateczny.

## Prokuratura
Prokurator Generalny i prokuratorzy, którzy są mu podporządkowani, zapewniają kontrolę przestrzegania ustaw. Prokurator Generalny Tadżykistanu wybierany jest na pięcioletnią kadencję; ponadto powołuje i odwołuje prokuratorów, którzy są mu podporządkowani. Kadencja tychże prokuratorów trwa również pięć lat. Zarówno Prokurator Generalny jak i podlegli mu prokuratorzy działają niezależnie, bez ingerencji innych organów państwowych i urzędników. Są podporządkowani tylko prawu.

## Procedura wprowadzania poprawek do Konstytucji
Zmiany i uzupełnienia do konstytucji mają miejsce poprzez referendum, które to może zostać zainicjowane przez prezydenta lub dwie trzecie członków Madżlisi Namojandagon. Z kolei poprawki do Konstytucji proponuje Prezydent lub co najmniej dwie trzecie ogólnej liczby członków Majlisi Milli i deputowanych Madżlisi Namojandagon. Jednakże mimo uprawnień tych organów, pozostają nieodwołalne przepisy regulujące formę administracji publicznej, integralność terytorialną, demokrację, państwo prawa i świecka natura państwa

## Kontrowersje
Z powodu niepełnego ukształtowania demokratycznego ładu, docelowy model konstytucyjny nie jest jeszcze w całości realizowany. Wiele problemów stwarza demokratyzacja Tadżykistaniu oraz wypełnianie uchwalonego modelu ustrojowego, zwłaszcza w odniesieniu do sądownictwa konstytucyjnego oraz legislatywy. Proces przemian ponadto pełen jest sprzeczności, z jednej strony można zauważyć powolny postęp w sferze demokratyzacji, z drugiej następują budzące wiele kontrowersji zmiany Konstytucji z 2016 r., która to umożliwia dożywotnią prezydenturę Emomaliemu Rahmonowi, który swój urząd piastuje od 1994 r. 
Wprowadzono także zakaz tworzenia partii o charakterze religijnym i nacjonalistycznym, co dotknęło szczególnie Partię Islamskiego Odrodzenia Tadżykistanu (PIOT), która była uznawana za ugrupowanie umiarkowane, ale w ubiegłym roku została uznana przez władze Tadżykistanu za „organizację terrorystyczną”, co zaowocowało wyeliminowaniem głównej partii opozycyjnej.